# Neoconvalósido
El neoconvalósido es un cardenólido glucósido extraído de Convallaria majalis.